# Kondrasjin & Belov Cup 2018
De Kondrasjin & Belov Cup 2018 was een basketbaltoernooi in Europa dat in Sint-Petersburg tussen 6 september 2018 en 8 september 2018 werd gehouden. Drie landenteams uit Europa namen deel aan dit toernooi: Rusland, Israël en Polen. Israël won het goud.

## Kondrasjin & Belov Cup 2018
| Winnaar | Uitslag | Tegenstander |
| ------- | ------- | ------------ |
| Rusland | 71 - 93 | Israël       |
| Israël  | 76 - 84 | Polen        |
| Polen   | 68 - 88 | Rusland      |

## Eindklassering
| Groep  |         |             |             |             |            |            |            |        |
| #      | Land    | Wedstrijden | Wedstrijden | Wedstrijden | Doelpunten | Doelpunten | Doelpunten | Punten |
| #      | Land    | G           | W           | V           | V          | T          | Saldo      | Punten |
| Goud   | Israël  | 2           | 1           | 1           | 169        | 155        | +14        | 3      |
| Zilver | Rusland | 2           | 1           | 1           | 159        | 161        | -2         | 3      |
| Brons  | Polen   | 2           | 1           | 1           | 152        | 164        | -12        | 3      |

1979 · 1991 · 1995 · 1996 · 1997 · 1998 · 1999 · 2001 · 2002 · 2003 · 2004 · 2005 · 2006 · 2007 · 2008 · 2009 · 2010 · 2011 · 2012 · 2017 · 2018 · 2021 · 2022 · 2023 · 2024